# Bucònids
Els bucònids (Bucconidae) són una família d'aus tropicals que viuen als boscos humits i zones obertes amb arbres, des d'Amèrica del Sud fins a Mèxic.
Les diferents espècies són conegudes amb el nom vulgar de barbacolls.
Estan relacionats amb els jacamars però no tenen els colors iridescents d'aquesta família. Els colors més freqüents són el marró, rogenc o gris. Tenen cap gran i bec aplanat amb la punta ganxuda. El plomatge, abundant, solt i curt li donen aspecte de robust i unflats.
S'alimenta d'insectes i petits vertebrats.
De la mateixa manera que la majoria dels seus parents, nidifica en forats fets a terra o en termiters, on pon 2 – 3 ous blancs i brillants 

## Taxonomia
Modernament ha estat classificat en 12 gèneres amb 38 espècies:
- Gènere Notharchus, amb 7 espècies.
- Gènere Cyphos, amb una espècie: barbacoll de corona rogenca (Cyphos macrodactylus).
- Gènere Nystactes, amb dues espècies.
- Gènere Bucco, amb una espècie: barbacoll de collar (Bucco capensis).
- Gènere Nystalus, amb 4 espècies.
- Gènere Hypnelus, amb dues espècies.
- Gènere Malacoptila, amb 8 espècies.
- Gènere Micromonacha, amb una espècie: barbacoll lanceolat (Micromonacha lanceolata).
- Gènere Nonnula, amb 6 espècies.
- Gènere Hapaloptila, amb una espècie: barbacoll carablanc (Hapaloptila castanea).
- Gènere Monasa, amb 4 espècies.
- Gènere Chelidoptera, amb una espècie: barbacoll de carpó blanc (Chelidoptera tenebrosa).